# Bergsunds Mekaniska Verkstad

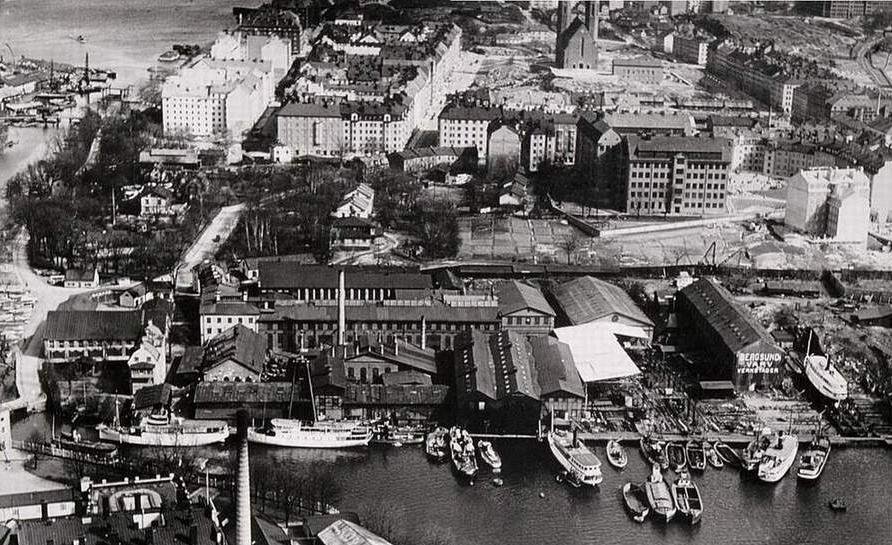
Bergsunds Mekaniska Verkstad 1920-tal.

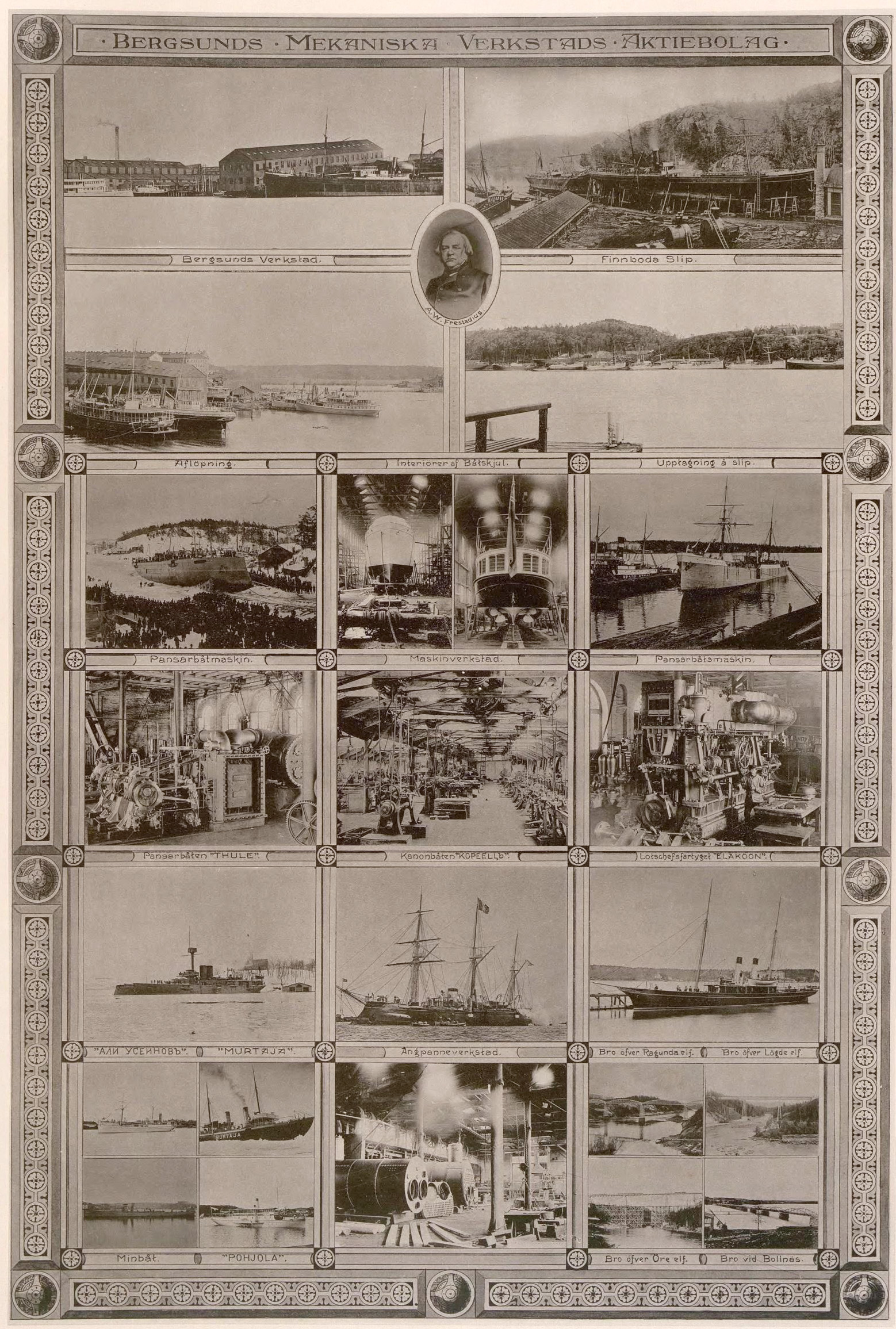
Bergsunds presenterat i bildverk ca 1900

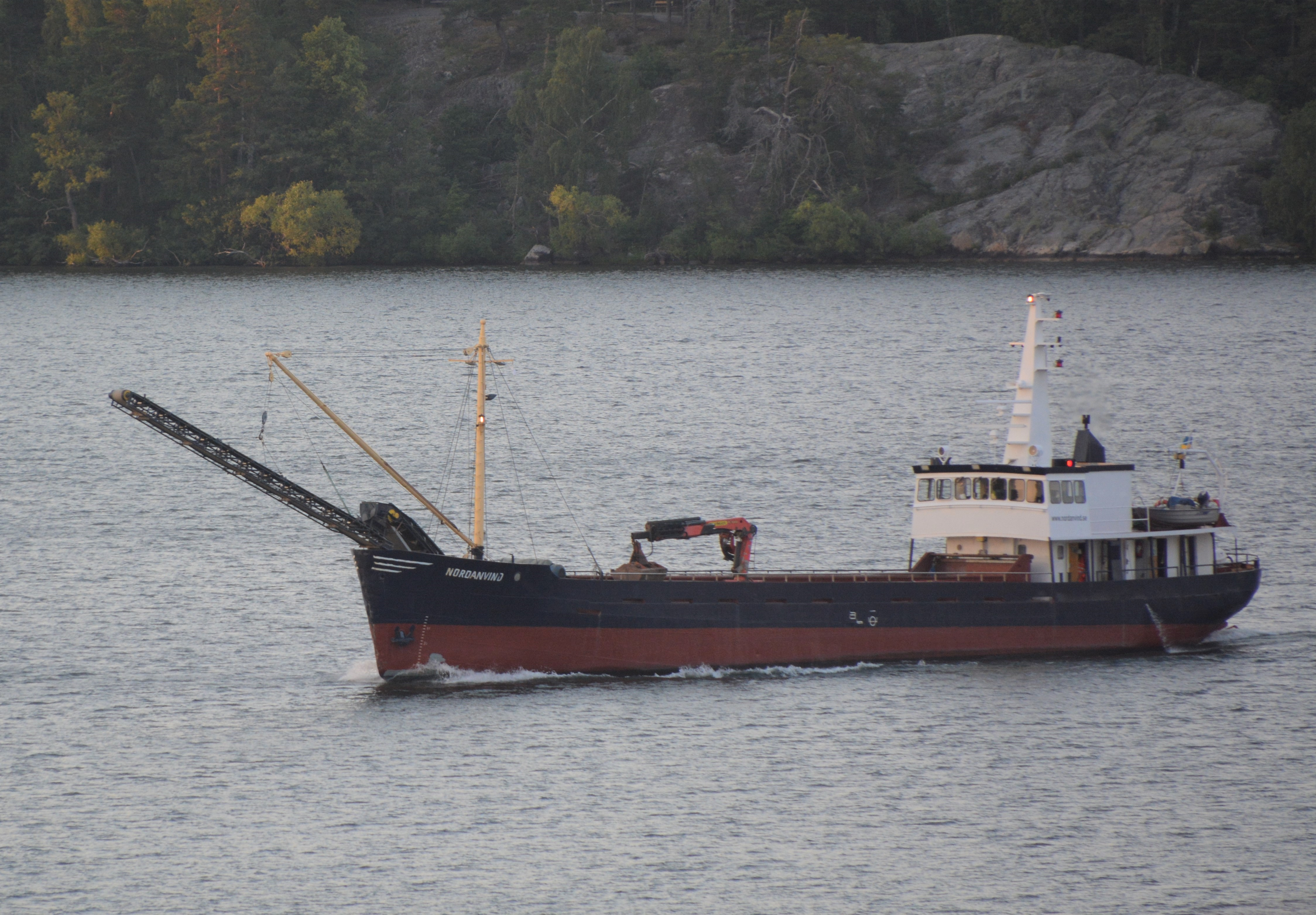
M/S Nordanvind, byggd 1894

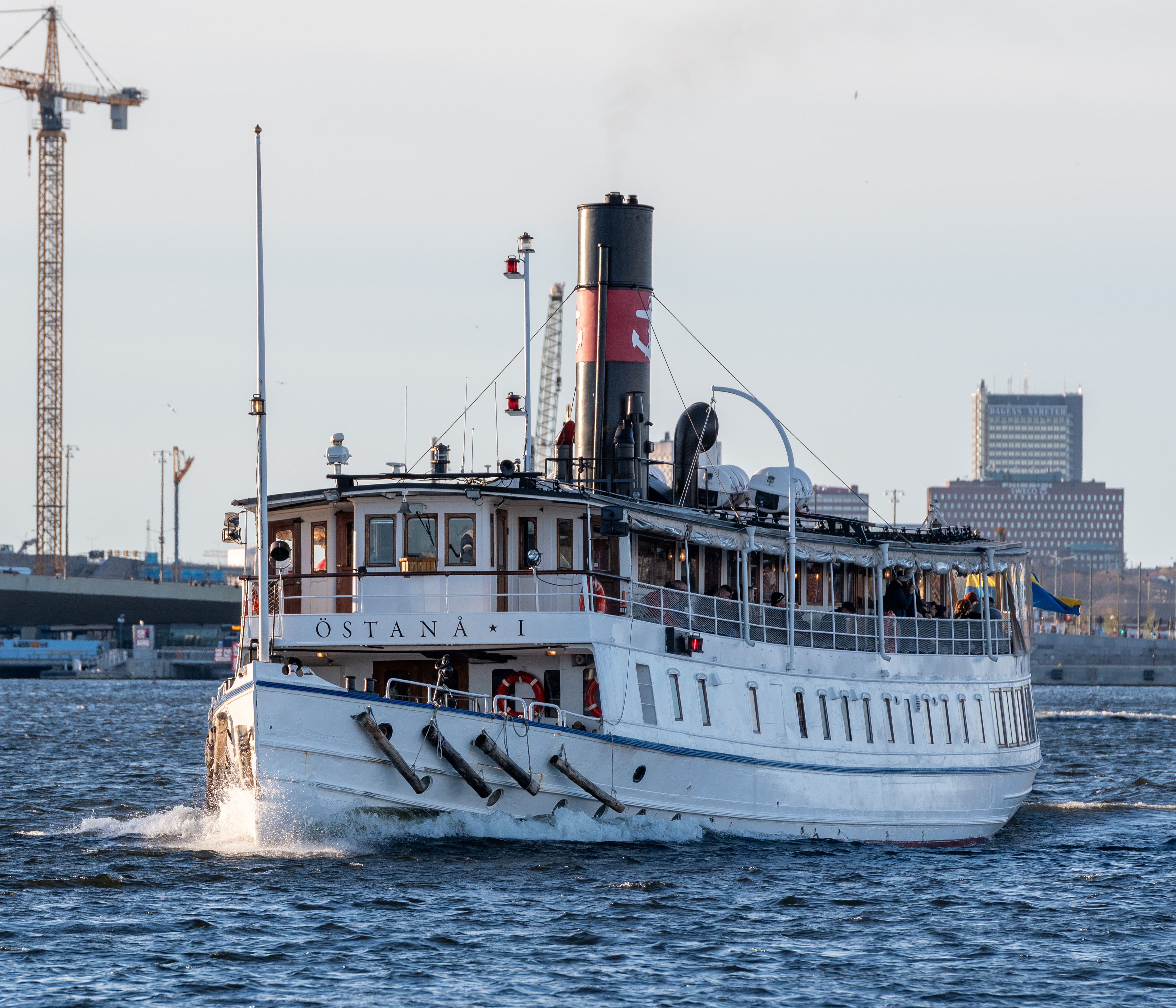
Östanå 1 byggd 1906.

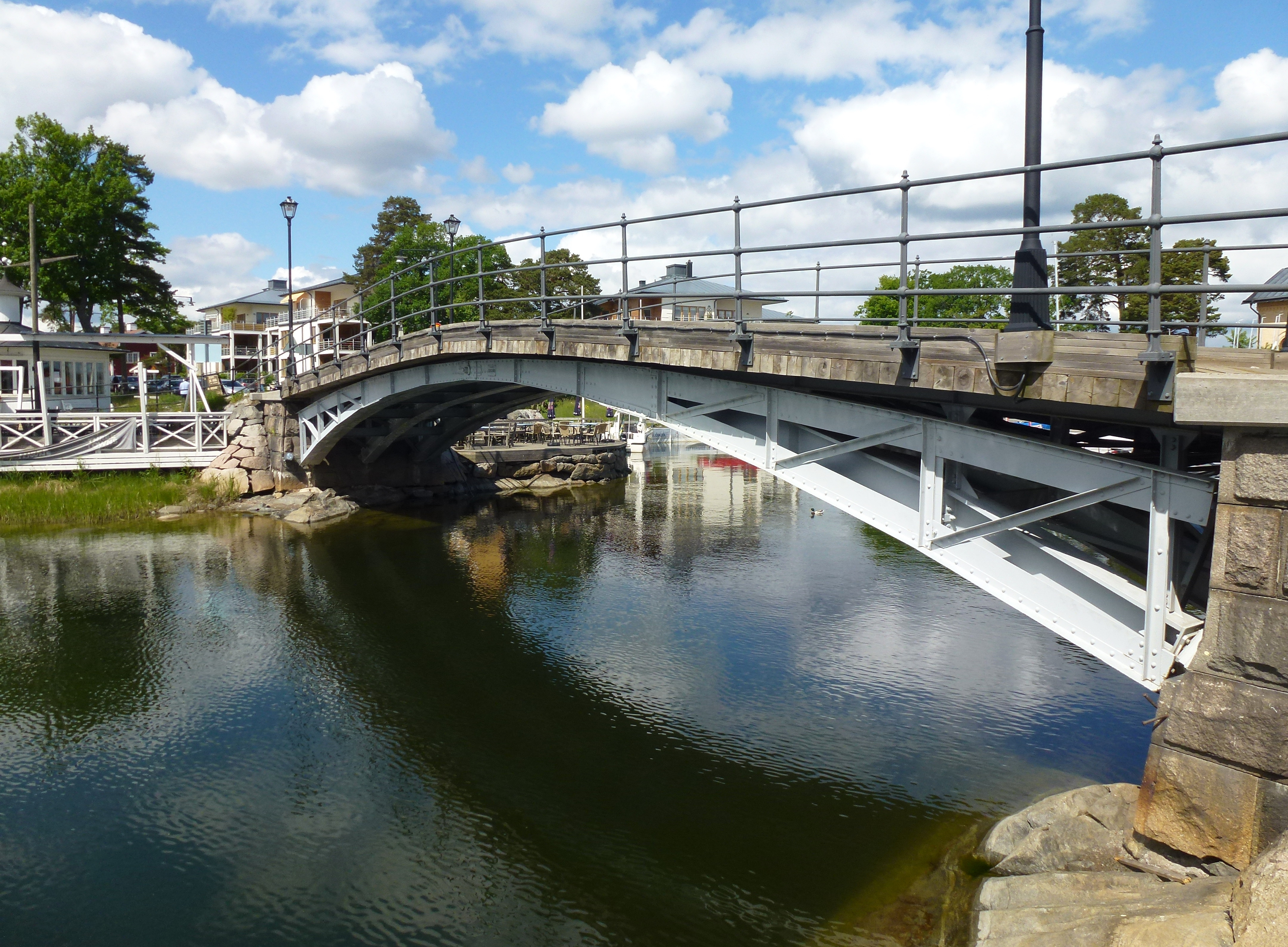
Bron till Restaurangholmen i Saltsjöbaden (1892)

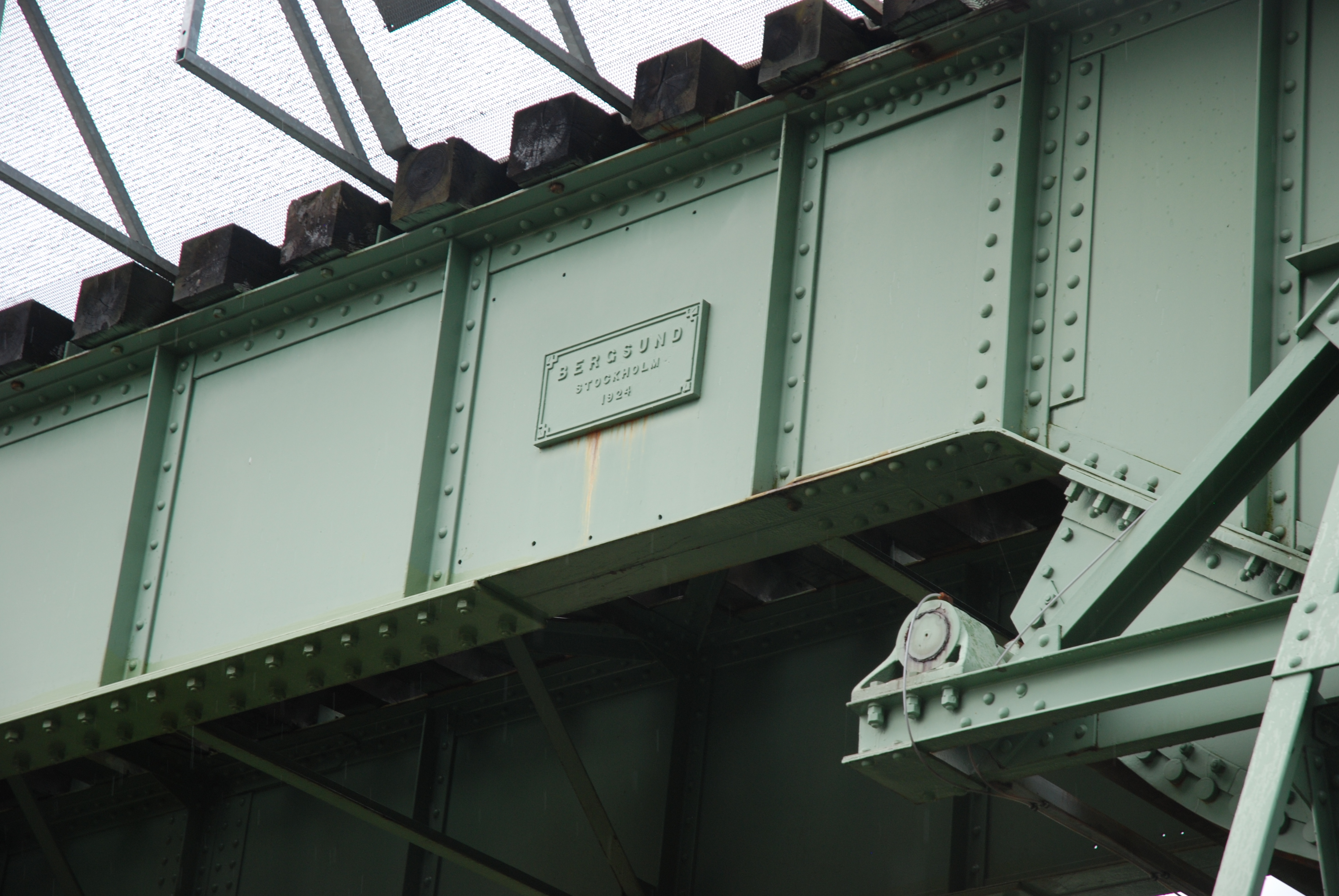
Järnvägsbron vid akvedukten i Håverud, tillverkad av Bergsund 1924

Bergsunds Mekaniska Verkstads AB är en tidigare varvs- och verkstadsindustri belägen intill Liljeholmsviken vid Bergsund, Hornstull, på Södermalm i Stockholm.

## Historik
Verksamheten startade med att skotten Thomas Lewis anlade ett järngjuteri enligt brittisk modell 1769. Verksamheten utökades under 1700- och 1800-talen med nya verkstäder. Ny ägare 1807 blev Gustaf Daniel Wilcke och Samuel Owen arbetade åt honom i nära tre år och ledde arbetet med Sveriges första egenkonstruerade ångmaskin. 
Efter O. Telander och A. P. L. Hammars köp av verkstäderna på 1840-talet byggdes anläggningen ut med en stapelbädd för skeppsbyggeri. Anton Wilhelm Frestadius inköpte verkstaden 1858 och den utvecklades starkt under hans tid. Tre år efter Frestadius död, år 1867, ombildades firman till Bergsunds mekaniska verkstads aktiebolag med ett kapital av 700 000 kronor. 
Under Carl August Lindvalls tid som chef (1875-1890) rådde högkunjuktur inom sjöfartsnäringen och på femtio år från 1858 byggde varvet närmare 200 ångfartyg. För att kunna bygga fartyg större än dåvarande Nils Ericsons sluss i Stockholm medgav, anlades på 1870-talet filialen Finnboda Slip (senare Finnboda varv) vid Saltsjön i Nacka socken. Där blev ingenjören Kurt von Schmalensée chef fram till 1916. Han övertog även ledningen för Bergsunds mellan 1905 och 1916. 
Utöver varvsverksamheten var även tillverkning av gjutjärnsbroar en viktig verksamhet för företaget och fram till sekelskiftet tillverkades de allra flesta av svenska statens järnvägsbroar på Bergsunds.
I början av 1900-talet investerades också för produktion av råoljemotorer. Efter ekonomiskt lyckade år runt sekelskiftet började företaget få problem med lönsamheten och 1916 såldes Finnboda varv till Stockholms Rederi AB Svea. Företaget trädde i likvidation 1924 men rekonstruerades och fortsatte med sin verksamhet till 1929 då byggnaderna revs för att bereda plats för bostäder.

## Byggda fartyg i urval
- Hjulångaren Enköping, 1851
- S/S C M Bellman, 1861
- Räfsund, 1862
- Haparanda, 1864
- Elfängen, 1865
- Robert, 1866
- Hermes, 1867
- Brage, 1870
- Gefle, 1870
- Piteå, 1870
- Nya Åkers Kanal, 1871
- Stockholm, 1871
- Nautilus, 1872
- Nya Enköping, 1872
- Nya Engsö, 1874
- M/S Elfkungen, 1875
- Astrea af Stockholm, 1875
- Bengt, 1876
- Dalaröström, 1876
- Sigrid, 1877
- Drott, 1877
- S:t Erik, 1877
- Stocka, 1877
- S/S Brokind, 1978, varvsnummer 145, för Ångbåts AB Kinda, Hycklinge
- Sjöfröken, 1880
- S/S Robert Thorburn, 1883, för Ångbåts AB Bohusländska Kusten
- Strömma kanal, 1884
- Enköping I, 1885
- S/S Thor, 1887
- Norrland, 1889
- Tekla, 1889
- Ahkera, 1890
- S/S Gustaf Lagerbjelke, 1890
- Eskilstuna, 1890
- Murtaja, 1890
- Lidingö, 1891
- M/S Kung Carl Gustaf, 1892
- S/S Trafik, 1892
- M/S Nordanvind, 1894
- Najaden, 1896
- Gani Ousejnoff, 1899
- S/S Waxholm I, 1899 (skrov byggt på Mälarvarvet)
- S/S Waxholm II, 1899
- S/S Örebro III, 1900
- M/S Prins Carl Philip, 1901
- HMS Wasa
- M/S Oden Gamle, 1902
- S/S Waxholm III, 1903
- S/S Gustafsberg III, 1905
- M/S Östanå I, 1906
- S/S Ljusterö, 1908
- S/S Östanå II, 1908
- Abraham Rydberg II, 1912
- M/S Gustaf III, 1912
- S:t Erik, 1913
- M/S Simson, 1914, nu restaurangfartyg i Västervik
- Trio, 1914
- Nya Avvande, 1914
- Fyrskepp N:o 29, 1915
- Bogserbåten Isbrytaren II, 1916, för Norrköpings hamn
- Kolbjörn, 1917